# マイケル・トールボット
マイケル・（オーウェン・）トールボット（Michael (Owen) Talbot、1943年1月4日 ルートン - ）は、イギリスの音楽学者、作曲家 。17～18世紀のイタリア・バロック音楽の専門家。リヴァプール大学名誉教授 、イギリス学士院フェロー。「マンチェスター・ソナタ」の発見および長年の優れた研究実績によってイタリア・バロック音楽およびアントニオ・ヴィヴァルディ研究の第一人者として認められ、ニューグローブ世界音楽大事典のヴィヴァルディの項目を執筆し、フィリップス社、デッカ社、ポリドール社、ナイーヴ社等の発行するヴィヴァルディ作品の録音媒体の解説書にその文章が採用されている。タルボット、トールバットとも表記される。

## 人物と略歴
1943年、ロンドン近郊のルートンに生まれる。奨学金を得て王立音楽アカデミー（ロイヤル・アカデミー・ミュージック）に通い、その後王立音楽大学（ロイヤル・カレッジ・オブ・ミュージック）を経てケンブリッジ大学に入学。〈トマゾ・アルビノーニの器楽音楽〉で1968年に学位を取得し、同年からリヴァプール大学の講師となる。1973年に、マンチェスター市立図書館所属のヘンリー・ワトソン音楽図書館の蔵書から「マンチェスター・ソナタ」を発見。1978年にヴィヴァルディ生誕300年記念事業の一環として、初の著作〈Vivaidi〉(1978年、ロンドン)を出版。大きな評価を得る。研究業績が認められ1980年にイタリア政府からイタリア共和国功労勲章（カヴァリエーレ）を授与される。1986年リヴァプール大学の音楽学の教授になり、2002年まで務める。1990年からイギリス学士院フェロー〈ブリティッシュ・アカデミー〉（1990年 - 1992年、研究リーダー）に選出される。1989年、国際音楽資料情報協会 (International Association of Music Libraries) からG・B・オールドマン賞を、 1999年にイギリス学士院からセレナメダルを授与される。2003年からリヴァプール大学名誉教授となった。学術雑誌「Studi vivaldiani」の編集者、ネオ=バロック作曲家協会「Vox Sæculorum(Vox Saeculorum)」のメンバー 、Marquis Who's Who（マークィーズ・フーズ・フー）に注目に値する音楽学者、教育者として登録されている。
ヴィヴァルディのほかに、アルビノーニとベネデット・マルチェッロ、アレッサンドロ・マルチェッロのモノグラフを執筆、『ニューグローブ音楽大事典』のそれらの作曲家などの項目の執筆を担当している。2005年から歴史的見地に立った作曲活動も行っている。

## 著作
- Antonio Vivaldi The Manchester Violin Sonatas（A-R Editions 1976) ISBN 0-89579-072-6
- Vivaldi's 'Manchester' Sonatas（Cambridge University Press 1977）
- Vivaldi (London 1978, revised 1984 , 1993 and 2000); German Antonio Vivaldi: The Venetian and Baroque Europe. Life and work (Stuttgart 1985, Frankfurt am Main 1998)
- Vivaldi (London 1979)／邦訳：ＢＢＣミュージック・ガイド①　ヴィヴァルディ(上)、(下)　為本章子 訳（東芝EMI音楽出版、1981）
- Albinoni. Life and work (Adliswil / CH 1980)
- Antonio Vivaldi: A Guide to Research (New York 1988)
- Tomaso Albinoni: The Venetian Composer and His World (Oxford 1990, revised 1994)
- Benedetto Vinaccesi: A Musician in Brescia and Venice in the Age of Corelli (Oxford 1994)
- The Sacred Vocal Music of Antonio Vivaldi (Florence 1995)
- Venetian Music in the Age of Vivaldi (Aldershot 1999)
- The Musical Work: Reality or Invention? （Liverpool University Press 2000）
- The Finale in Western Instrumental Music (Oxford 2001)
- The Chamber Cantatas of Antonio Vivaldi (Woodbridge 2006)
- Vivaldi and Fugue (Florence 2009)
- The Vivaldi Compendium (Woodbridge 2011)

## 論文
- “Vivaldi's 'Manchester' Sonatas”. Michael Talbot. Proceedings of the Royal Musical Association, Vol. 104 (1977 - 1978), pp. 20-29 (10 pages). Published By: Taylor & Francis, Ltd.
- Michael Talbot : Benedetto Vinaccesi. A Musician in Brescia and Venice in the Age of Corelli. Clarendon Press, Oxford 1994, ISBN 0-19-816378-9 .
- Michael Talbot (2005). “The Italian concerto in the late seventeenth and early eighteenth centuries”. In Simon P. Keefe. The Cambridge Companion to the Concerto. Cambridge University Press. pp. 35-52. ISBN 052183483X
- Michael Talbot: Giovanni Battista Vivaldi copies music by Telemann: New light on the genesis of Antonio Vivaldi’s chamber concertos. In: Studi vivaldiani: Rivista annuale dell'Istituto Italiano Antonio Vivaldi della Fondazione Giorgio Cini. 2015, 55–72.

## 音楽作品 (抜粋)
- 4 concertos for solo harpsichord op.3
- 6 quartets for various instruments and basso continuo op.6
- 6 18th century style concertos for strings and basso continuo op.7
- Fuga ardua for solo bassoon op.9
- 6 sonatas for recorder and harpsichord op.12
- 6 sonatas for recorder and harpsichord op.21
- 3 concertos for 5 soprano recorders op.22[8]